# Klaus Jürgen Haller
Klaus Jürgen Haller (* 8. Oktober 1940 in Wuppertal) ist ein deutscher Hörfunk-Journalist.

## Leben
Nach dem Studium der Germanistik, Geschichte und Philosophie in Köln ging Haller 1966 zum Westdeutschen Rundfunk und arbeitete für den WDR-Hörfunk als Reporter, Kommentator und Moderator. Einem breiteren Publikum wurde er bekannt durch seine unkonventionelle Moderation des WDR 2-Mittagsmagazins. Legendär wurde seine Anmoderation der um 12.05 Uhr beginnenden Sendung „Guten Tag, meine Damen und Herren, guten Morgen, liebe Studenten!“. Gleichzeitig war Haller Chefreporter im WDR-Hörfunkstudio Bonn, zuständig für Außen- und Sicherheitspolitik.
Darüber hinaus arbeitete Haller in den Jahren 1981/82, von 1988 bis 1993 und von 1998 bis zu seiner Pensionierung im Jahr 2003 als Korrespondent im WDR/NDR-Hörfunkstudio in Washington, D.C. Heute ist Haller als freier Autor tätig, u. a. für den WDR, NDR sowie die Deutsche Welle und den Deutschlandfunk.
Haller ist verheiratet, hat drei Kinder und lebt in der Nähe von Washington.
1987 erhielt Haller den Medienpreis für Sprachkultur, vergeben von der Gesellschaft für deutsche Sprache.

## Schriften
- Wörter wachsen nicht auf Bäumen, 99 Allerweltsbegriffen auf der Spur, Düsseldorf : Econ-Verl. 1989 ISBN 3-430-13888-4. (Taschenbuchausgabe: München: dtv, 1991. ISBN 3-430-13888-4.)